# Paratmeticus bipunctis
Genre
Espèce
Synonymes
- Oedothorax bipunctis Bösenberg & Strand, 1906
- Tmeticus japonicus Oi, 1960

Paratmeticus bipunctis, unique représentant du genre Paratmeticus, est une espèce d'araignées aranéomorphes de la famille des Linyphiidae.

## Distribution
Cette espèce se rencontre en Russie au Kamtchatka, à Sakhaline et aux îles Kouriles et au Japon,.

## Description
Les mâles mesurent de 2,5 à 3,2 mm et les femelles de 2,8 à 3,5 mm.

## Publications originales
- Bösenberg & Strand, 1906 : Japanische Spinnen. Senckenbergische Naturforschende Gesellschaft, vol. 30, p. 93-422.
- Marusik & Koponen, 2010 : A review of the Holarctic genus Tmeticus Menge, 1868 (Araneae, Linyphiidae), with a description of a new genus. ZooKeys, vol. 59, p. 15-37 (texte intégral).